# フランツ・カフカ賞 (オーストリア)
フランツ・カフカ賞（フランツ・カフカしょう、独: Franz-Kafka-Preis）は、1979年から2001年まで授与された文学賞。オーストリアのクロスターノイブルクにある「フランツ・カフカ協会」が主催し、主にドイツ語の作家を対象に隔年で授与された。カフカ没後100年を記念し、2024年に復活した。
なお「フランツ・カフカ協会」は、別のフランツ・カフカ賞を主催しているプラハのものとは別の団体である。

## 受賞者一覧
- 1979年　ペーター・ハントケ（オーストリア）
- 1981年　エリアス・カネッティ（イギリス）
- 1983年　イルゼ・アイヒンガー（オーストリア）
- 1985年　ヘルベルト・アイゼンライヒ（オーストリア）
- 1987年　スワヴォミール・ムロージェック（ポーランド）
- 1989年　リブシェ・モニーコヴァー（ドイツ）
- 1991年　スタニスワフ・レム（ポーランド）
- 1993年　ペーター・ローザイ（オーストリア）
- 1995年　クリストフ・ランスマイアー（オーストリア）
- 1997年　ゲルト・ヨンケ（オーストリア）
- 1999年　ヘルタ・ミュラー（ドイツ）
- 2001年　マリアンネ・フリッツ（オーストリア）
- 2024年　Josef Winkler、Radka Denemarková